# بطولة الوزن الثقيل آي دبليو جي بي (النسخة الأصلية)
كانت النسخة الأصلية من بطولة الوزن الثقيل آي دبليو جي بي IWGPヘビー級選手権 (IWGP hebī-kyū ōza) بطولة عالمية في المصارعة المحترفة تملكها منظمة نيو جابان برو ريسلينغ (إن جاي بي دبليو). ترمز «آي دبليو جي بي» إلى الهيئة الحاكمة للمنظمة وهي جائزة المصارعة الدولية الكبرى (بالإنجليزية: International Wrestling Grand Prix).
تم تقديم اللقب في عام 1983 للفائز في دوري آي دبليو جي بي 1983 ومنذ ذلك الحين، تم الدفاع عن البطولة سنويًا ضد الفائز في دوري آي دبليو جي بي. في عام 1987 ألغيت البطولة وحلت مكانها بطولة الوزن الثقيل آي دبليو جي بي والتي ألغيت عام 2021 والتي دافع عنها بطلها بانتظام طوال السنة؛ ظل حزام آي دبليو جي بي الأصلي قيد الاستخدام حتى عام 1997.

## تاريخ البطولة
تم تحديد البطل الافتتاحي في نسخة عام 1983 من دوري آي دبليو جي بي، وهي مسابقة بنظام النقاط تضم 10 رجال. شارك مصارعون من عدة منظمات من جميع أنحاء العالم. كان من بين المشاركين أبطال الوزن الثقيل العالمي من المنظمات الدولية الأخرى (مثل كانيك، الذي كان في ذلك الوقت بطل بطولة الوزن الثقيل العالمية يو دبليو إيه، وأوتو وانز، الذي كان في ذلك الوقت بطل بطولة الوزن الثقيل العالمية سي دبليو إيه).
فاز هولك هوجان بالبطولة حينما تغلب على أنطونيو إينوكي عن طريق خروج المغلوب. نتيجة لذلك، أصبح هوجان أول بطل للوزن الثقيل آي دبليو جي بي في هذه الطريقة.
منذ ذلك الحين، تم الدفاع عن البطولة سنويًا ضد الفائز في دوري آي دبليو جي بي للعام. فاز أنطونيو إينوكي باللقب عام 1984. دافع إينوكي بنجاح في عام 1985 ضد آندريه العملاق (الفائز بدوري آي دبليو جي بي لعام 1985) وهولك هوجان. كان هوجان هو المنافس الوحيد الذي لم يفز بالبطولة ليصبح المتنافس رقم 1 في البطولة.
في عام 1986، أخلى إينوكي البطولة، لأنه أراد المنافسة في دوري آي دبليو جي بي. لذلك، كانت نسخة عام 1986 أول نسخة تتوج بطلًا جديدًا منذ نسخة عام 1983. فاز إينوكي بدوري 1986 وأصبح بطلاً للمرة الثانية.
في عام 1987، جرى إلغاء البطولة واستبدالها ببطولة الوزن الثقيل آي دبليو جي بي الحالية، والتي مُنحت للفائز في دوري آي دبليو جي بي لعام 1987. يتم الدفاع عن البطولة الحالية بانتظام في عدة مباريات طوال السنة وليس كجزء من المسابقة السنوية. نسب البطولة الحالية لا يعترف بأبطال البطولة الملغية.

## مجموع العهود
| مرتبة | بطل            | عدد العهود | مشترك الدفاعات | أيام مجتمعة |
| ----- | -------------- | ---------- | -------------- | ----------- |
| 1     | أنطونيو إينوكي | 2          | 2              | 1027        |
| 2     | هولك هوجان     | 1          | 0              | 378         |

## روابط خارجية
- New Japan Pro Wrestling.co.jp